# Selysioneura phasma
Selysioneura phasma – gatunek ważki z rodziny Isostictidae.